# ريكارد نيلسون
ريكارد نيلسون (بالسويدية: Rikard Nilsson)‏ (24 مايو 1983 في السويد - ) هو لاعب كرة قدم سويدي في مركز الدفاع. لعب مع نادي لين ونادي ليونغسكايل وLevanger FK ‏ وBodens BK ‏ وFC Trollhättan ‏.

## وصلات خارجية
- ريكارد نيلسون على موقع اتحاد النرويج (النرويجية)
- ريكارد نيلسون على موقع قاعدة بيانات كرة القدم.إي يو (الإنجليزية)
- ريكارد نيلسون على موقع Soccerway.com (الإنجليزية)